# Msheirfeh, Idlib
Msheirfeh, Idlib (tiếng Ả Rập: المشيرفة) là một ngôi làng Syria nằm ở Abu al-Duhur Nahiyah ở huyện Idlib, Idlib. Theo Cục Thống kê Trung ương Syria (CBS), Msheirfeh, Idlib có dân số là 287 người trong cuộc điều tra dân số năm 2004.